# チャンピオン太
『チャンピオン太』（チャンピオンふとし）は、原作：梶原一騎・画：吉田竜夫による日本の漫画作品。『週刊少年マガジン』（講談社）にて、1962年1号から1963年52号まで連載された。同コンビにとっては「鉄腕リキヤ」をはじめとする数々の絵物語を発表してきたが、漫画としてはこれが初である。

## 概要
スポーツ万能の少年・大東太（だいとう ふとし）が力道山に弟子入りしチャンピオンを目指す。
フジテレビ系列で1962年11月から翌年5月まで実写ドラマも放映され、日本プロレスの全面協力で力道山が本人役、若き日のアントニオ猪木が第1話ほかの敵役レスラー、その他、当時の所属レスラーが多数登場する。ドラマ版は修行の山篭りから引き揚げる所で打ち切りとなっている。
2006年には「マンガショップ」から全5巻で単行本化された。

## テレビドラマ
1962年11月7日から1963年5月6日まで放送。全26回。放送時間は毎週月曜19:30 - 20:00（JST）。

### 出演者
- 大東太（チャンピオン太）：遠藤恵一
- 大東美和子：寺島信子
- ルリ子：高木秀代
- アキ坊：津沢彰秀
- エディー・山名：國方伝
- 大西仙造：沢井三郎
- 宮田：水原漠
- 立宮：大津正八
- 青田：若林覚
- 日本プロレス協会
  - 力道山
  - 吉村道明
  - 遠藤幸吉
  - 猪木寛至[1]（後のアントニオ猪木）
  - 長沢秀幸
  - 沖シキナ
  - 九州山
  - 大木金太郎
  - ユセフ・トルコ
  - 星野健夫
  - 北沢幹之
  - マンモス鈴木

ほか

### スタッフ
- 企画：梅村幹比古
- 原作：梶原一騎
- 挿絵：吉田竜夫（週刊少年マガジン連載）
- 脚本：田辺虎男、七条門、福田良二、田村多津夫、藤照美、柳瀬一郎、宮川一郎、内田弘三、織田清司
- 監督：高橋繁男、石川義寛、土屋啓之助、高橋典
- 撮影：石山徳次、宮西四郎
- 照明：岡庭正隆、加藤角三
- 美術：大橋豊一
- 助監督：山際永三
- 編集：鹿島秀男
- 制作担当：平木稔
- 録音：山王スタジオ
- 音楽：田代雅士
- 協力：日本プロレス協会
- 制作：NAC（国際放映）

### 放映リスト
| 話数 | サブタイトル                  | 脚本       | 監督       | 放映日         |
| ---- | ----------------------------- | ---------- | ---------- | -------------- |
| 1    | 死神酋長                      | 田辺虎男   | 高橋繁男   | 1962年 11月5日 |
| 2    | 復讐鬼                        | 田辺虎男   | 高橋繁男   | 11月12日       |
| 3    | 必殺！原爆攻め                | 田辺虎男   | 高橋繁男   | 11月19日       |
| 4    | 正義の腕                      | 田辺虎男   | 石川義寛   | 11月26日       |
| 5    | がんばれ！若獅子              | 田辺虎男   | 石川義寛   | 12月3日        |
| 6    | 対決！一角獣                  | 不明       | 不明       | 12月10日       |
| 7    | 鉄腕二少年対動く山            | 七条門     | 高橋繁男   | 12月17日       |
| 8    | 恐怖のバトル・ロイヤル        | 田辺虎男   | 高橋繁男   | 12月24日       |
| 9    | キング・ゴリマンとの対決      | 福田良二   | 石川義寛   | 1963年 1月7日  |
| 10   | ノック・アウトQ対唐手三角跳び | 田村多津夫 | 高橋繁男   | 1月14日        |
| 11   | 対決！アラビヤ魔法            | 田辺虎男   | 高橋繁男   | 1月21日        |
| 12   | 怒れる!! 熊男                 | 藤照美     | 石川義寛   | 1月28日        |
| 13   | 執念のふくみ針                | 柳瀬一郎   | 石川義寛   | 2月4日         |
| 14   | 敗北！チャンピオン太          | 宮川一郎   | 土屋啓之助 | 2月11日        |
| 15   | 開眼！ノック・アウトWQ        | 柳瀬一郎   | 土屋啓之助 | 2月18日        |
| 16   | 決闘の河                      | 宮川一郎   | 高橋典     | 2月25日        |
| 17   | 長者ヶ崎の決闘                | 柳瀬一郎   | 土屋啓之助 | 3月4日         |
| 18   | 盲目の老剣士                  | 藤照美     | 土屋啓之助 | 3月11日        |
| 19   | 呪いの空手打                  | 柳瀬一郎   | 土屋啓之助 | 3月18日        |
| 20   | 燃えろ闘魂                    | 内田弘三   | 土屋啓之助 | 3月25日        |
| 21   | 友情ある対決                  | 福田良二   | 高橋典     | 4月1日         |
| 22   | 荒れ寺の決闘                  | 宮川一郎   | 高橋典     | 4月8日         |
| 23   | チャンピオンに敗北はない      | 織田清司   | 土屋啓之助 | 4月15日        |
| 24   | 必殺拳の鬼                    | 福田良二   | 土屋啓之助 | 4月22日        |
| 25   | 幻のチャンピオン・ベルト      | 藤照美     | 土屋啓之助 | 4月29日        |
| 26   | たくましき前進                | 内田弘三   | 土屋啓之助 | 5月6日         |

### 主題歌
「少年チャンピオン」
作詞：高橋繁男 / 作曲：田代与志 / 歌：ビクター児童合唱団（ひばり児童合唱団の変名）

### 映像ソフト・再放送
- 2000年8月11日、げんごろおから第1話・第23話・最終話[4]を収録したVHSが発売された（販売：セブンエイト）[4]。
- 2019年2月22日、ベストフィールドから、原版不良の第6話を除く全話を収録した3枚組DVDが発売された。第6話に関しては、約10分間の修復された一部映像を特典として収録している。
- 2001年にファミリー劇場で、2010年にホームドラマチャンネルで放送されるなど、何度かCS放送が行われている。[5]
- 映像ソフトやCSの再放送で使用されているオープニングタイトルはノンテロップの素材に新たにテロップを重ねて新規制作されたもので、本放送当時のものではない。

## エピソード
- 主人公・大東太の名は、当時人気を博していた西鉄ライオンズの主砲・中西太からの戴で、「太」の名は編集部が考えたが、「中」を「大」、「西」を「東」にというアイデアは梶原だった[6]。